# Región Andrés Avelino Cáceres
La Región Andrés Avelino Cáceres fue una de las doce regiones en que se dividió el territorio peruano durante la primera iniciativa de regionalización. Se ubicaba en la zona centro del Perú y estaba formada por las provincias de los actuales departamentos de Huánuco (salvo la de Marañón), Pasco y Junín.